# Neopalame albida
Neopalame albida là một loài bọ cánh cứng trong họ Cerambycidae.